# Салімов Акіл Умурзакович
Акіл Умурзакович Салімов (24 грудня 1928, місто Ташкент, тепер Узбекистан — 2014) — радянський узбецький державний діяч, секретар ЦК КП Узбекистану, ректор Ташкентський інститут інженерів іригації і механізації сільського господарства, голова Президії Верховної ради Узбецької РСР. Кандидат у члени ЦК КПРС у 1986—1988 роках. Депутат Верховної Ради Узбецької РСР. Депутат Верховної Ради СРСР 11-го скликання, заступник голови Президії Верховної Ради СРСР у 1984—1987 роках. Кандидат технічних наук (1954), доктор технічних наук (1981), академік.

## Життєпис
У 1950 році закінчив Ташкентський політехнічний інститут. З 1950 року навчався в аспірантурі Ташкентського політехнічного інституту.
У 1954—1962 роках — старший викладач, доцент, декан, у 1962—1965 роках — проректор Ташкентського політехнічного інституту.
Член КПРС з 1957 року.
У 1965 — вересні 1970 року — заступник завідувача, завідувач відділу науки ЦК КП Узбекистану.
25 вересня 1970 — 9 січня 1984 року — секретар ЦК КП Узбекистану з ідеології.
20 грудня 1983 — 5 грудня 1986 року — голова Президії Верховної ради Узбецької РСР.
У грудні 1986 — жовтні 1988 року — ректор Ташкентського інституту інженерів іригації і механізації сільського господарства.
У жовтні 1988 року заарештований за участь в узбецькій «бавовняній справі». З жовтня 1988 по червень 1989 року перебував у в'язниці. У 1990 році виправданий.
З 1992 року — президент Узбецького відділення Міжнародної академії наук вищої школи.
На 1995—1996 роки — міністр вищої і середньої спеціальної освіти Республіки Узбекистан.
Потім — голова громадської ради Республіканського благодійного фонду імені Мірзо Улугбека Міністерства інноваційного розвитку Республіки Узбекистан, голова опікунської ради з підтримки обдарованої молоді Республіки Узбекистан.
Автор понад 200 наукових статей, 7 монографій і підручників в галузі автомобільного транспорту та машинобудування.

## Нагороди
- орден Жовтневої Революції
- чотири ордени Трудового Червоного Прапора
- медалі
- Заслужений діяч науки і техніки Республіки Узбекистан